# Fehér Ferenc (labdarúgó)
Fehér Ferenc (Budapest, 1902. szeptember 25. – Aosta, 1963. szeptember 18.) válogatott labdarúgó, kapus, edző.

## Pályafutása

### Klubcsapatban
1922 és 1925 között a MAC labdarúgója volt. 1925 és 1927 között az olasz harmadosztályban védett, a Novara FA csapatában. 1928–29-ben ismét Magyarországon játszott és lett bajnok az Hungária csapatával. 1929 és 1931 között a III. kerületi TVE együttesében védett. 1932-ben a Bocskai FC-be igazolt.

### A válogatottban
1922 és 1930 között kilenc alkalommal védett a magyar válogatottban.

### Edzőként
Az 1940-es években a Szentlőrinci AC vezetője volt.
1958–59-ben az AC Novara edzőjeként tevékenykedett.

## Sikerei, díjai
- Magyar bajnokság
  - bajnok: 1928–29
  - 4.: 1929–30

## Statisztika

### Mérkőzései a válogatottban
| Magyarország | Magyarország        | Magyarország                    | Magyarország      | Magyarország | Magyarország  | Magyarország | Magyarország | Magyarország |
| #            | Dátum               | Helyszín                        | Hazai             | Eredmény     | Vendég        | Kiírás       | Gólok        | Esemény      |
| ------------ | ------------------- | ------------------------------- | ----------------- | ------------ | ------------- | ------------ | ------------ | ------------ |
| 1.           | 1922. június 15.    | Budapest, Üllői úti pálya       | Magyarország      | 1 – 1        | Svájc         | barátságos   | -            |              |
| 2.           | 1922. július 2.     | Bochum, Bochumer Stadion        | Németország       | 0 – 0        | Magyarország  | barátságos   | -            |              |
| 3.           | 1922. július 9.     | Stockholm                       | Svédország        | 1 – 1        | Magyarország  | barátságos   | -            |              |
| 4.           | 1922. július 13.    | Helsinki                        | Finnország        | 1 – 5        | Magyarország  | barátságos   | -            |              |
|              | 1922. augusztus 27. | Lipcse                          | Közép-Németország | 3 – 5        | Magyarország  | barátságos   | -            |              |
| 5.           | 1922. november 26.  | Budapest, Üllői úti pálya       | Magyarország      | 1 – 2        | Ausztria      | barátságos   | -            |              |
| 6.           | 1923. október 28.   | Budapest, Üllői úti pálya       | Magyarország      | 2 – 1        | Svédország    | barátságos   | -            |              |
| 7.           | 1924. május 4.      | Budapest, Hungária körúti pálya | Magyarország      | 2 – 2        | Ausztria      | barátságos   | -            |              |
| 8.           | 1930. június 1.     | Budapest, Hungária körúti pálya | Magyarország      | 2 – 1        | Ausztria      | barátságos   | -            |              |
| 9.           | 1930. október 26.   | Budapest, Hungária körúti pálya | Magyarország      | 1 – 1        | Csehszlovákia | barátságos   | -            |              |
|              | Összesen            |                                 |                   | 9            | mérkőzés      |              | 0            | gól          |